# David III. od Taoa
David III. Kuropalat, gruz. დავით III კუროპალატი, Davit’ III Kuropalati, ili David III. Veliki (დავით III დიდი, Davit’ III Didi), također poznat i kao David II. (oko 930. – 1000./1001.) je bio gruzijski princ iz Bagrationi dinastije od Taoa, povijesne regije na području današnje Armenije i Gruzije. Vladao je od 966. godine, sve do 1000. ili 1001., kada je ubijen. Kuropalat je bila bizantski dvorski naslov kojega je dobio 978. i opet 990. godine.
David III. je najpoznatiji po svojoj presudnoj pomoći bizantskoj Makedonskoj dinastiji u građanskom ratu 976. – 979. i njegove uloge u političkom ujedinjenju raznih gruzijskih političkih tvorevina, kao i po njegovom pokroviteljstvu kršćanske kulture i učenja. Između 987. i 989. David se pridružio svom prijatelju Bardasu Fokasu u pobuni protiv bizantskog cara Bazilija II., ali je poražen i pristao je ustupiti svoju zemlju Carstvu na samrti. Ipak, uspio je osigurati svom nasljedniku Bagratu III. priliku da postane vladar jedinstvenog gruzijskog kraljevstva.